# Почётный гражданин Чувашской Республики
Высшее почётное звание Чувашской Республики «Почётный гражданин Чувашской Республики» (чув. «Чăваш Республикин чыслă гражданинĕ») — высшая государственная награда Чувашской Республики.

## История
Звание установлено постановлением Государственного Совета Чувашской Республики от 12 ноября 1996 года № 546 «Об установлении почетного звания «Почётный гражданин Чувашской Республики» и о внесении дополнений и изменений в Положение о государственных наградах Чувашской Республики». Статут звания закреплён законом Чувашской Республики от 12 апреля 2005 года № 15 «О государственных наградах Чувашской Республики».

## Порядок награждения
Награждение приводится указом Главы Чувашской Республики.
Награждение высшего должностного лица и главы исполнительной власти Чувашской Республики — Главы Чувашской Республики (ранее —  Президента Чувашской Республики) — осуществляется по решению Государственного Совета Чувашской Республики.
Почётное звание присваивается гражданам за выдающиеся заслуги, достигнутые в деле укрепления мира, развития взаимовыгодного сотрудничества, в государственной, научно-технической, общественной, благотворительной деятельности, в области культуры, способствовавшие экономическому и духовному расцвету чувашской нации, повышению авторитета Чувашской Республики в Российской Федерации и за рубежом.
Присвоение почётного звания, как правило, приурочивается к государственному празднику — Дню Республики.
Почётные граждане Чувашской Республики заносятся в специально учреждённую Президентом Чувашской Республики «Книгу почётных граждан Чувашской Республики».

## Нагрудной знак к почётному званию

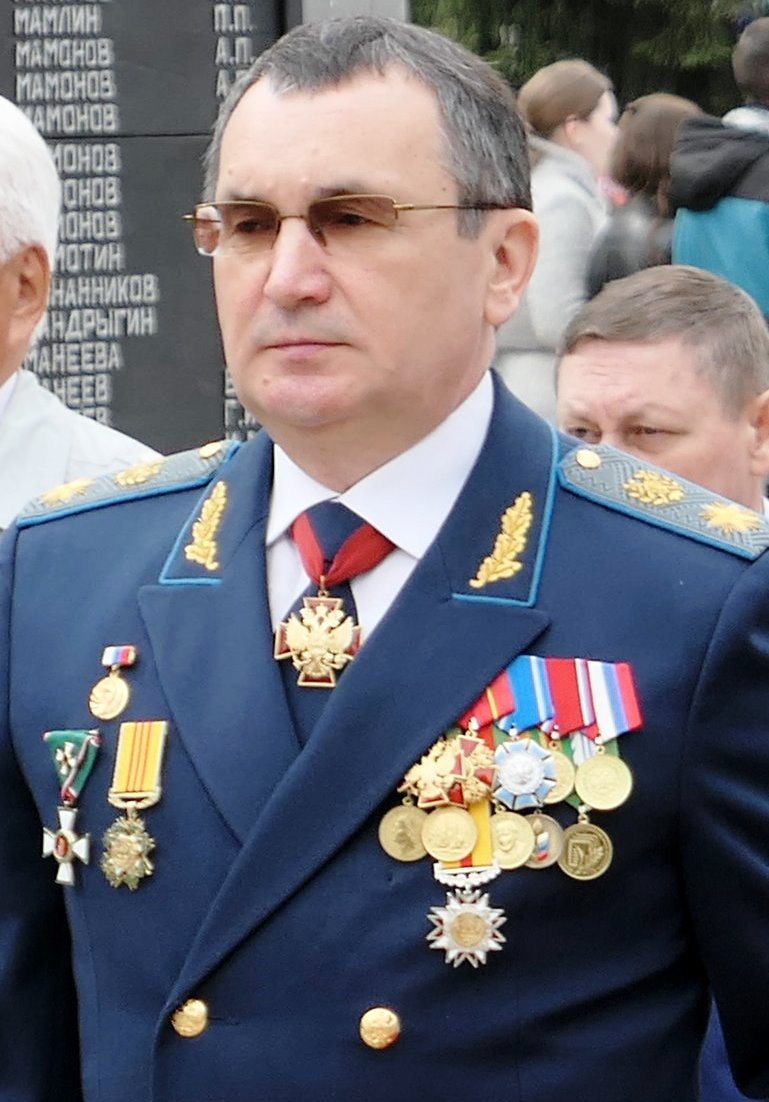
Н. В. Фёдоров со знаком ПГЧР образца 2005 г.

Нагрудный знак к почётному званию представляет собой Государственный герб Чувашской Республики в окружении перекрещивающихся солнечных лучей. Герб Чувашской Республики изготовлен из золота 585 пробы, лучи и поддержка для ленты изготовлены из серебра 925 пробы.
Реверс нагрудного знака имеет силуэт аверса, гладкий. В центре наложен объёмный круг, где размещены надписи на чувашском и русском языках: «Почётный гражданин Чувашской Республики», ниже — номер нагрудного знака.
Поддержка для ленты выполнена в виде дубовых и лавровых веток.
Размер нагрудного знака, вписанного в окружность, — 60 миллиметров. Диаметр Государственного герба Чувашской Республики на аверсе — 25 миллиметров. Диаметр круга с надписями на реверсе — 25 миллиметров.
Гербы Чувашской Республики накладные.
Шейная лента — шёлковая, муаровая, шириной 35 миллиметров, жёлтого цвета, с тремя пурпурными продольными полосами по центру шириной по 3 миллиметра каждая, между которыми — две желтые полосы шириной по 3 миллиметра. Пурпурные полосы отстают от краев ленты на 10 миллиметров.

## Книга почётных граждан Чувашской Республики
1. Николаев, Андриян Григорьевич (20 июня 1997)[2]
2. Волков, Геннадий Никандрович (20 июня 1997)[2][3]
3. Кузьмина, Вера Кузьминична (21 ноября 2003 года)[2]
4. Фёдоров, Николай Васильевич (23 декабря 2003 года)[2][1]
5. Кедров, Владимир Викторович[4][2]
6. Айдак, Аркадий Павлович (2 июня 2012 года)[2]
7. Гаврилов, Николай Фёдорович (19 июня 2014 года)[2]
8. Иванов, Валерий Николаевич (22 июня 2017 года)[2]
9. Бадаева, Елена Игнатьевна (19 декабря 2017 года)[2]
10. Тертышный, Евгений Алексеевич (23 декабря 2019 года)[5].
11. Фёдоров, Ревель Фёдорович  (2020)
12. Петров, Александр Петрович (2020)
13. Яковлев, Валерий Николаевич  (2020)
14. Яклашкин, Морис Николаевич  (2021)
15. Аксаков, Анатолий Геннадьевич  (2022)
16. Марцев, Михаил Николаевич (2025)

## См.также
- Награды Чувашии